# نور جاودان (فیلم)
نور جاودان (به انگلیسی: Lux Æterna) فیلمی به کارگردانی گاسپار نوئه از سال ۲۰۱۹ است.

## داستان
بئاتریس دال در حال کارگردانی اولین فیلم خود است؛ فیلمی که در آن شارلوت گنسبور نقش اصلی را بازی می‌کند؛ نقش زنی که به جرم سحر و جادو به زودی سوزانده خواهد شد. فیلمبرداری به خوبی پیش نمی‌رود، تنش افزایش می‌یابد و آشوب به دنبال آن می‌آید.